# Víctor Garmendia Nadal
Víctor Garmendia Nadal (Huaro, 30 de noviembre de 1867 - Oropesa, 25 de octubre de 1906) fue un hacendado, industrial y político peruano. Era propietario de la hacienda "La Glorieta" en el distrito de Oropesa, provincia de Quispicanchi, antigua propiedad de los Marqueses de San Lorenzo de Valle Umbroso y donde se ubica el centro arqueológico Tipón.
Su padre, Francisco Garmendia Puértolas fundó en 1861 en la hacienda de Lucre la Fábrica de Tejidos Lucre que fue una de las primeras industrias en el Departamento del Cusco. Esta fábrica motivó la construcción, asimismo, de una central hidroeléctrica para su funcionamiento. A la muerte de su padre en 1973, Víctor Garmendia heredaría la fábrica lo que lo consolidaría como una de las familias más ricas de la región. Adicionalmente, abriría una fábrica de fideos en la misma localidad de Oropesa.
Fue elegido diputado suplente por la provincia de Anta en 1892. Su mandato se vio interrumpido por la Guerra civil de 1894. 